# No. 10 Squadron RAAF
Le No. 10 Squadron RAAF est un escadron de renseignement d'origine électromagnétique de la Royal Australian Air Force (RAAF). Il est basé à la base de la RAAF d'Édimbourg, en Australie méridionale. Il fait partie du No. 42 Wing RAAF. L'escadron a été formé en 1939 en tant qu'unité de patrouille maritime. Il a été en service actif pendant la Seconde Guerre mondiale, menant des opérations anti-sous-marines et des patrouilles à partir de bases au Royaume-Uni jusqu'à sa dissolution à la fin de l'année 1945. Il a été reformé en Australie en 1949 et a depuis lors contribué à l'intervention australienne au Timor oriental et a été déployé au Moyen-Orient dans le cadre de la guerre contre le terrorisme et de la guerre du Golfe de 2003. Plus récemment, il s'est vu confier une mission de renseignement d'origine électromagnétique.

## Histoire
Le No. 10 Squadron a été formé le 1er juillet 1939 à la base de la RAAF de Point Cook, sous le commandement du Wing Commander Leon Lachal (en).